# Igor Žofčák
Igor Žofčák (* 10. April 1983 in Michalovce, Tschechoslowakei) ist ein slowakischer Fußballspieler.

## Vereinskarriere
Igor Žofčák begann mit dem Fußballspielen bei MFK Zemplín Michalovce. Mit 18 Jahren wechselte er für 585.000 Kronen zum Erstligisten MFK Ružomberok und unterschrieb einen Fünfjahresvertrag. Dort spielte sich der Mittelfeldspieler nach und nach in die Stammformation. 2006 wurde er mit der Mannschaft slowakischer Meister. Im Juli 2007 wechselte der Nationalspieler zum tschechischen Spitzenklub Sparta Prag. In Prag unterzeichnete einen Vertrag bis Mitte 2010. Im Januar 2008 wurde er bis Saisonende an den FK Jablonec 97 ausgeliehen. Anfang 2009 kehrte er zu Sparta Prag zurück. Im September 2010 wechselte Žofčák zum ŠK Slovan Bratislava, mit der Mannschaft wurde er dreimal slowakischer Meister und gewann zweimal slowakischen Pokalwettbewerb.

## Nationalmannschaft
Nach Einsätzen in der U19- und U21-Auswahl des Slowakei debütierte Igor Žofčák am 11. Juli 2004 beim Kirin Cup für die slowakische A-Nationalmannschaft. Žofčák spielte dreizehnmal in der Slowakischen Nationalmannschaft.

## Erfolge
- Fußballmeister der Slowakei: 2010/11, 2012/13, 2013/14
- Slowakischer Fußballpokalsieger: 2010, 2011, 2013